# Polypodium abitaguae
Polypodium abitaguae är en stensöteväxtart som beskrevs av William Jackson Hooker. Polypodium abitaguae ingår i släktet Polypodium och familjen Polypodiaceae. Inga underarter finns listade.